# Quintana del Castillo
Quintana del Castillo is een gemeente in de Spaanse provincie León in de regio Castilië en León met een oppervlakte van 155,71 km². Quintana del Castillo telt 786 inwoners (1 januari 2016).